# Sorokin
Sorokin (ros. Сорокин) – rosyjskie nazwisko pochodzące od słowa сорока (sroka) oraz nazwa toponimów w Rosji

## Osoby
- Aleksiej Sorokin – podpułkownik służb medycznych, członek radzieckiego korpusu kosmonautów
- Aleksiej Sorokin – radziecki i rosyjski admirał
- Dmitrij Sorokin – rosyjski ekonomista
- Dmitrij Sorokin – rosyjski lekkoatleta, trójskoczek
- Maksim Sorokin – rosyjski szachista, arcymistrz od 1992 r., w latach 1998–2002 reprezentant Argentyny
- Pitirim Sorokin – rosyjski socjolog, mieszkający przez większość życia w USA
- Stanisław Sorokin – radziecki bokser, medalista olimpijski
- Władimir Sorokin – rosyjski pisarz, grafik i czołowy przedstawiciel rosyjskiego konceptualizmu

Także
- Anna Sorokin (Anna Wadimowna Sorokina) – niemiecka oszustka pochodzenia rosyjskiego

## Miejscowości
- Sorokin – chutor w Kraju Krasnodarskim
- Sorokin – chutor w rejonie fatieżskim obwodu kurskiego